# Roberto Matta
Pour les articles homonymes, voir Matta.

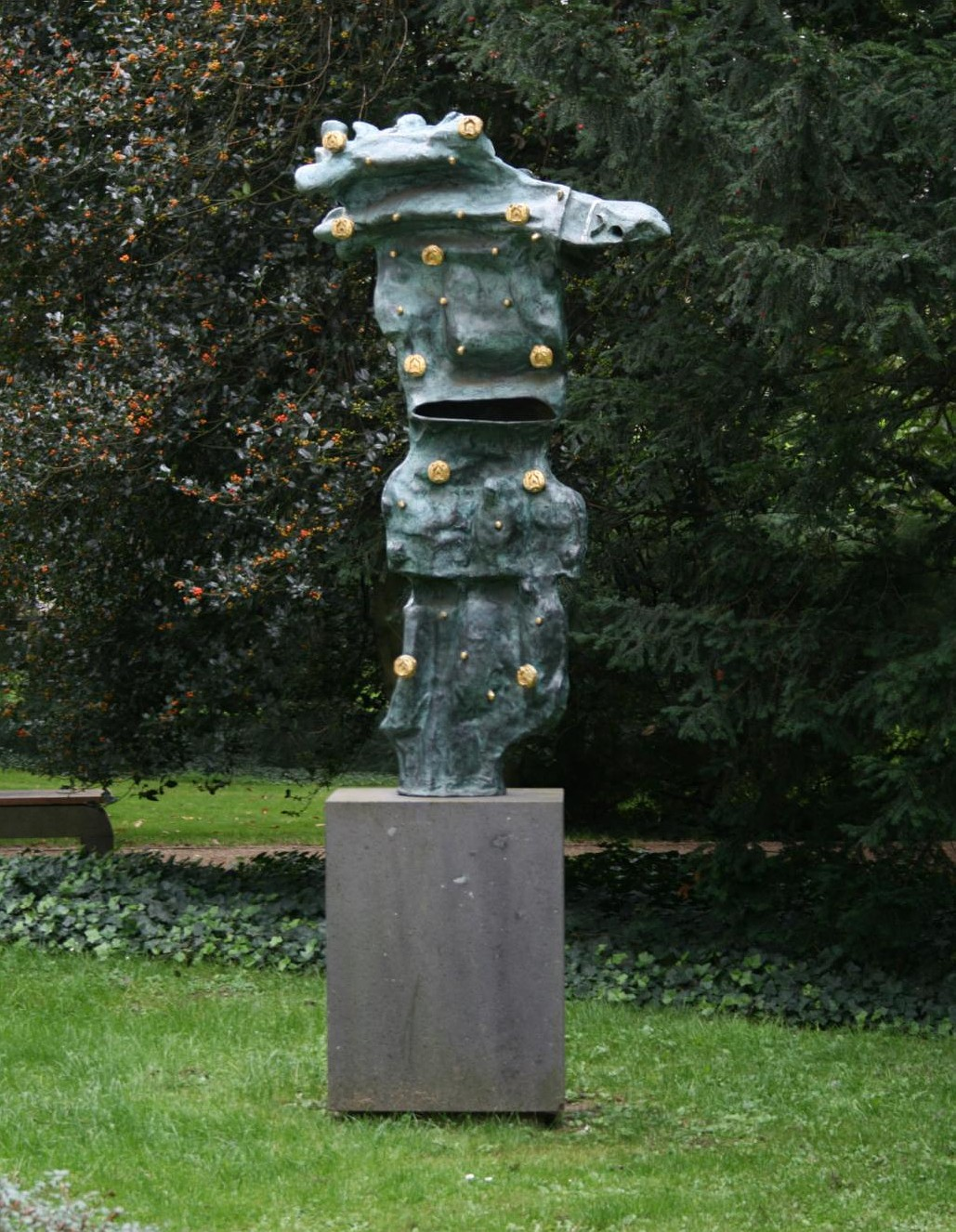
Chaosmos (2002), à Viersen.

Roberto Matta Echaurren, qui aimait se présenter comme « Roberto Sebastián Antonio Matta Echaurren »[réf. nécessaire], connu sous le nom de Roberto Matta, né le 11 novembre 1911, à Santiago du Chili et mort à Civitavecchia (Italie), le 23 novembre 2002, à l'âge de 91 ans, est un artiste peintre surréaliste chilien, naturalisé français en 1979.

## Biographie
Matta commence des études d'architecture à Santiago du Chili. En 1933, il abandonne sa carrière pour s'installer en France. Il travaille un premier temps dans l'atelier de Le Corbusier puis voyage en Espagne, où il se lie avec les poètes Rafael Alberti et Federico Garcia Lorca. Il voyage également en Scandinavie, où il rencontre Alvar Aalto, et à Londres, où il fait la connaissance de Henry Moore, Roland Penrose et René Magritte.
À la demande de Salvador Dalí, il va voir André Breton qui l'adopte aussitôt. "Ils me dirent : « Tu es surréaliste !»  Je ne savais même pas ce que cela voulait dire..." .
Dans la revue surréaliste Minotaure, Matta écrit des textes sur l'architecture qui s'opposent au rationalisme du Corbusier. Une étape importante pour Matta intervient cependant durant l’été 1939 lorsque, accompagné d’Esteban Francès et de Gordon Onslow-Ford, il séjourne au château de Chemillieu. Ils sont rejoints par André Breton et sa famille, Yves Tanguy et Kay Sage. Il semble que la présence d’Yves Tanguy soit particulièrement importante dans la formation de Matta à ce moment. À la même époque, il peint une série de tableaux pour laquelle il expérimente une technique nouvelle : avec un chiffon, il étale la couleur sur la toile, qui, ainsi étalée, décide du tracé ultérieur du pinceau. Il se rapproche du procédé d'écriture automatique. Il appelle cette série « Morphologies psychologiques ».

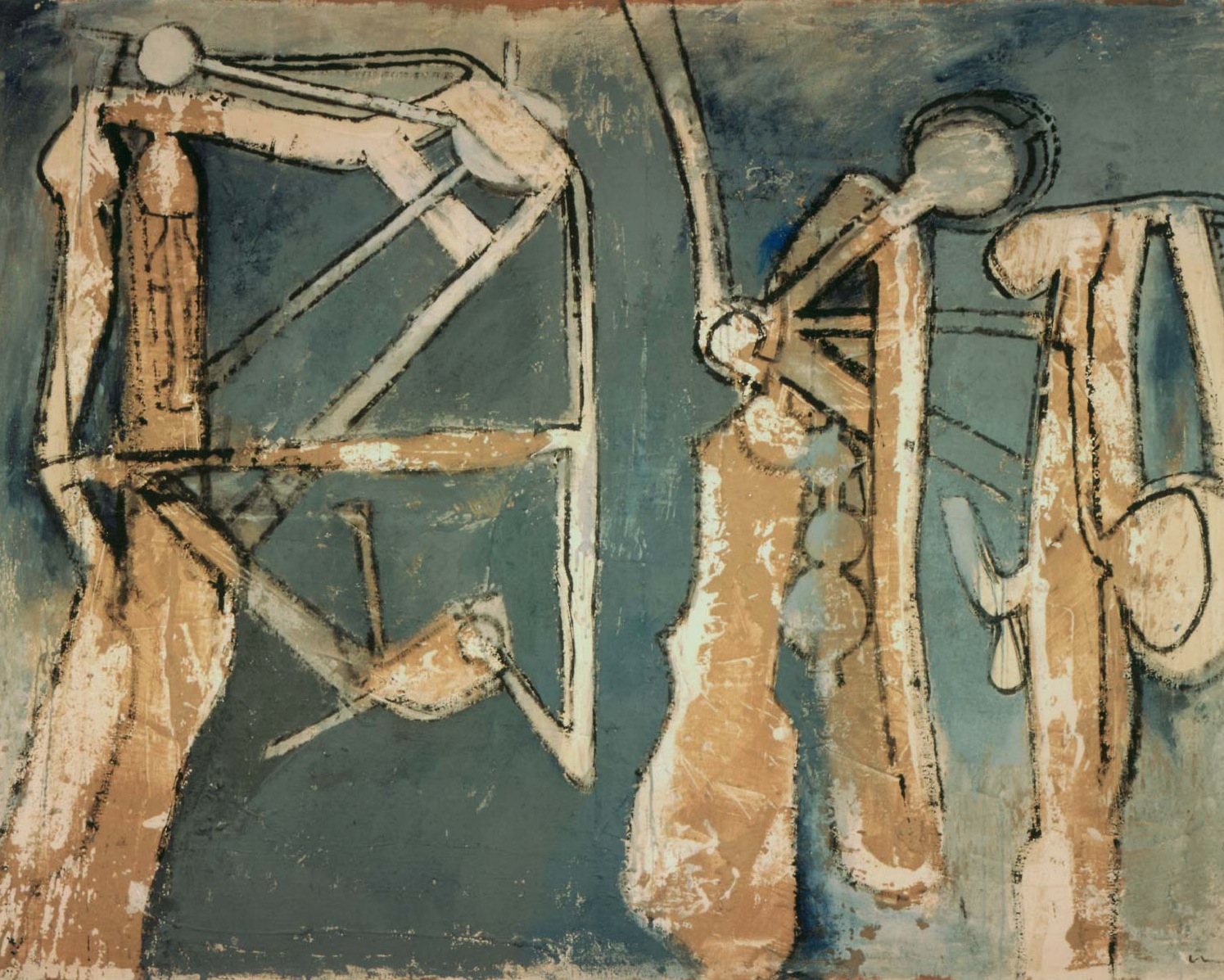
Roberto Matta, There Figures, 1958c, Centre M.T. Abraham.

Il part à New York à la demande de Marcel Duchamp pour fuir la guerre. Six mois après son arrivée, il expose pour la première fois aux États-Unis à la galerie Julien Levy, spécialisée dans le surréalisme. Matta commence à travailler avec des pigments phosphorescents pour donner la possibilité à ses toiles de produire des images qui varieront selon la longueur d'onde de l'éclairage. Il s'inspire de la presse scientifique et se passionne pour la physique relativiste et les théories liées à la quatrième dimension. Il illustre également d'une gueule de lamproie la couverture du no 4 de la revue surréaliste VVV en février 1944. Il donne des conférences à la New School of Social Research et reçoit beaucoup de jeunes Américains dans son atelier, dont Jackson Pollock.
Il illustre les Lettres sur la bombe atomique de Denis de Rougemont, qui paraissent à New York, chez Brentano, en 1946.
En septembre 1947, sa première exposition monographique parisienne est organisée. Le catalogue de l'exposition reprend un texte de Breton écrit en 1944 : « La perle est gâtée à mes yeux... »
Roberto Matta fonde avec Patricia Kane Matta (1923-1972) (qui deviendra la femme de Pierre Matisse) la revue Instead qui comprend sept numéros dont un double (no 5-6) et consiste en un feuillet de 56 × 71 cm, plié en trois et imprimé recto-verso. Instead paraît de janvier à novembre 1948 avec une contribution de Stéphane Hessel.
En octobre 1948, il est exclu du groupe surréaliste. Breton le soupçonne d'une liaison avec la femme du peintre Arshile Gorky, cause de son suicide. Matta retourne alors au Chili. Il publie un texte insistant sur le « rôle de l'artiste révolutionnaire, qui doit redécouvrir de nouvelles relations affectives entre les hommes. » Ensuite, il revient en Europe et s'installe en Italie, d'abord à Ischia (où il se lie d'amitié avec Leonardo Cremonini) puis à Panarea (où la femme de Leonardo Cremonini, Giovanna Madonia fait acheter à Malitte Matta une maison), sa complicité avec Leonardo Cremonini durera jusqu'à son décès.
En 1952, le procès de Julius et Ethel Rosenberg lui inspire Les Rosenbelles.
En 1958, après la lecture du livre d'Henri Alleg La Question, relatant les tortures subies pendant la guerre d'Algérie, il peint La Question, Djamila.
En 1964, pour rendre hommage au dirigeant communiste Julian Grimau, exécuté en Espagne l'année précédente, il peint Les Puissances du désordre, une composition de 9 mètres de longueur.
Burn, baby burn (1965-1967) est une stigmatisation de la guerre du Viêt-Nam.
Matta est tout à fait à l'aise dans les très grands formats ; ses toiles font souvent plusieurs mètres de long, voire 10 mètres et parfois davantage. En 1968, il réalise des environnements en couvrant les murs et les plafonds du musée d'Art moderne de la Ville de Paris avec ses toiles. La même année, en janvier, Matta participe au premier congrès culturel de La Havane, à Cuba. En France, il prend une part active aux événements de mai.
Après le coup d'État du général Pinochet au Chili du 11 septembre 1973, il coupe tout lien avec son pays natal : 

« C'est cet exil qui a déterminé toute ma vie, entre deux cultures. Mon travail est un travail de séparation. [...] De l'exil, je suis passé à l'"Ex-il", quelque part entre le connu et l'inconnu, entre la réalité et l'imaginaire. Là où commence la poésie. »
En 1979, Roberto Matta obtient la nationalité française. Il se marie avec Germana Ferrari  en 1980. En 1984, la Galerie Samy Kinge organise l'exposition Matta. Point d’appui. Roberto Matta a produit avec son fils Ramuntcho une dizaine de courts métrages pour la télévision française. Un an plus tard, un importante partie de son œuvre est exposée au Musée national d'art moderne (France).[réf. souhaitée]
Lors de ses dernières années, il reçoit des distinctions importantes telles que la Médaille d'or du mérite des beaux-arts, décernée par le Ministère de l'Éducation, de la Culture et des Sports d'Espagne en 1985, le prix national d'Art du Chili en 1990 et le Praemium Imperiale, décerné par la famille impériale du Japon, en 1995.
Descendance
Matta est le père des jumeaux Gordon Matta-Clark (1943-1978) et John Sebastian Matta dit Batan (1943-1976) ; de Pablo Echaurren né en 1951, de Federica Matta, née en 1955, de Ramuntcho Matta, né en 1960 et d'Alisée Matta, née en 1969.

## Expositions

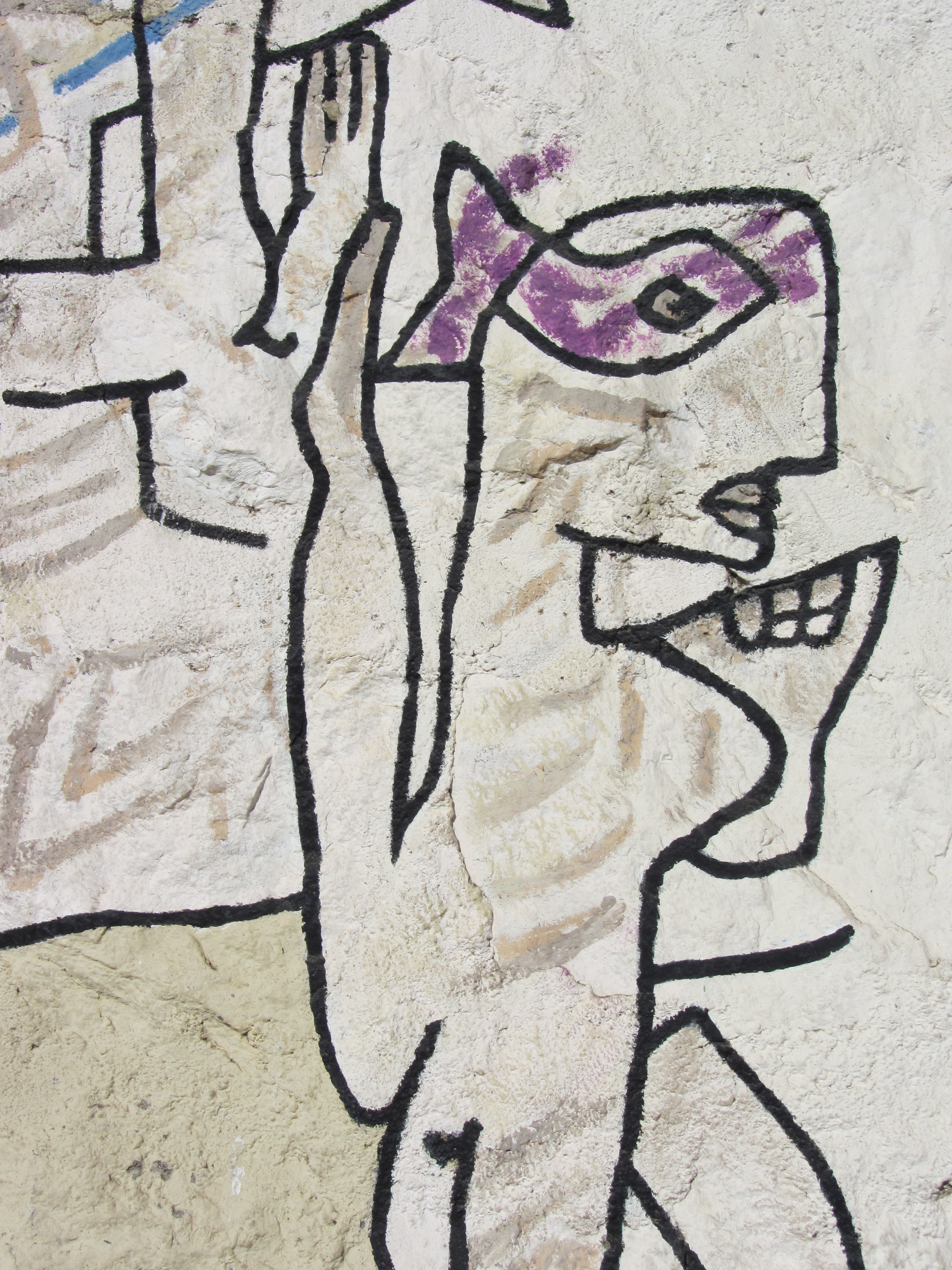
Mural 10 au Musée à ciel ouvert de Valparaíso (détail).

- 1957 : Henri Déchanet, Oscar Gauthier, Henri Goetz, Roberto Matta, Galerie Weiller, Paris, 1957.
- 1962 : Art latino-américain à Paris, Musée d'art moderne de la ville de Paris, avec notamment Jorge Camacho, Simona Ertan, Joaquin Ferrer, Eduardo Jonquieres, Wifredo Lam, Roberto Matta, Jesus Rafael Soto, Hervé Télémaque.
- 1974 : Aspects de l'imagerie critique, exposition collective à la Galerie 2016, Hauterive.
- 1975-1976 : Trente créateurs, exposition itinérante organisée en France par André Parinaud avec notamment Pierre Alechinsky, Olivier Debré, Hans Hartung, François Heaulmé, Roberto Matta, Zoran Mušič, Edouard Pignon, Pierre Soulages.
- 1985 : rétrospective au Musée national d'art moderne, Paris.
- 1999 : rétrospective au Musée Reine Sofia, Madrid[14].
- 2004 : Matta 1936-1944 : début d'un nouveau monde, galerie Malingue, Paris[15].
- 2009 :  El Quijote de Matta en diálogo con Gonzalo Rojas, dans le cadre du Ve Congrès international de la langue espagnole à Valparaiso (Chili)[16].
- 2011 : Matta, centenario 11.11.11, rétrospective au Centro Cultural Palacio La Moneda, Santiago[17].
- 2011 :  Matta 100, Musée National des Beaux Arts, Santiago[18].
- 2013 : Matta, du surréalisme à l'Histoire, du 15 février au 20 mai 2013 au Musée Cantini, Marseille (commissaires d'exposition Christine Poullain et Claude Miglietti)[19].
- 2013 : Matta | Człowiek i Wszechświat | Man and Universe | L'Homme et l'Univers, Musée national de Cracovie[20]
- 2024 : Roberto Matta,  24 February – 2 June 2024, Ingried Brugger (curator), Wien : Bank Austria Kunstforum, 2024.

## Œuvres

### Huiles sur toile (sauf mention contraire)
- Panama, 1936
- La Forêt, 1937
- Composición azul, 1937
- Scénario No. 1 : succion panique du soleil, 1937
- Morphology, 1937
- Cours-les toutes[21], dessin aux crayons de couleurs et poème, 1938, collection particulière
- Crucifiction (Croix Fiction), 1938
- À Yennes[22], 1938, début de la série de tableaux appelée « Morphologies psychologiques »
- Écouter vivre, 1940
- Théorie de l’arbre, 1940
- Composition abstraite, 1940
- L’Écran, 1941
- Invasion of the night, 1941
- Ici, Monsieur le Feu, mangez[23], 1942
- L’Oeyx, 1943
- Le Glaive et la parole, 1944
- Le Poète[24], 1944-1945
- Abstracto, 1945
- Xpace and the ego, 1945
- La Femme affamée, 1945
- Rêve ou morte, 1945
- Accidentalité, 1946
- Le Pèlerin du doute, 1947
- La Revécue, 1949
- C’Ontra vosotvos asesinon de palomas, 1950
- Ne songe plus à fuir, 1951
- Éclosion, 1952
- Les Rosenbelles, 1952
- À chaque aube je m’heure, 1953
- L’Hosticier, 1953
- Matinant[25], 1953
- Abrir los brazos como se abren los ojos, 1954
- L’Atout, 1954
- Tados juntos en la tierra, 1954
- L’Engin dans l’éminence, 1955
- Le Long pont, 1955
- Banale de Venise, 1956
- Fleur de midi, 1956
- Le Pianiste, 1956
- Ciel volante, 1957
- L’Impencible, 1957
- Le Point d’ombre, 1957
- La Chasse spirituelle, 1958
- Le Courrier, 1958
- L’Étang de No, 1958
- Être cible nous monde, 1958
- Les Éviteurs, 1958
- La Question, Djamila, 1958
- Les Faiseurs du néant, 1959
- L’Impensable (Grand personnage), 1959
- Un soleil à qui sait réunir, 1959
- Ciudad cósmica, 1960
- Couple IV, 1960
- Être atout, 1960
- Vers l’univers, 1960
- Vivir enfrentando las flechas, 1961
- Claustrophobic vaincue, 1962
- Mal de Terre, 1962
- Le supplice de Djamila, 1962
- Les Moyens du Créateur, 1962
- Eve vielle, 1963
- Éros Semens, 1964
- La Luz del proscrito, 1964
- Composition, 1964, huile sur toile, signée en bas à droite, inscription au dos 1964[26]
- La Térre uni, 1965
- Le où à marée haute, 1966
- La Promenade de Vénus, 1966
- Morire per amore, 1967
- La Caza de adolescentes, 1968
- Lieberos, 1969
- Verginosamente, 1969
- El Hombre de la lampara, 1970
- Elle logela folie, 1970
- Je-ographie, 1970
- MAgriTTA Chair, 1970
- Otto por tre, 1971
- Coigitum, 1972
- Migration des révoltes, 1973
- La Vida Allende la muerte, 1973
- Sénile d’incertitude, 1973
- L’Aube permanente, 1974
- Cadran d’incendies, 1974
- Explosant fixe, 1974
- Je m’espionne, 1974
- Illumine le temps, 1975
- Une d’une, 1976
- Les Voix des temples, 1976
- L’Ombre de l’invisible, 1977
- Ouvre l’instant, 1977
- Carré-four, 1978
- Dedalopolous, 1978
- Polimorfologia, 1979
- Il Proprio corno mio, 1980
- Laocoontare (La Guerra delle idee), 1980
- Pyrocentre, 1980
- El Espejo de Cronos, 1981
- El Verbo américa, 1981
- Geomagnética de danza, 1982
- Ils sexplose, 1982
- Passo interno di Mercurio, 1982
- Morphologie de la gaîté, 1983
- Le Dauphin de la mémoire, 1984
- Écran de la mémoire, 1984
- Simposio o composio, 1985
- Mi-mosa, 1986
- Une pierre qui regagnera le ciel, 1986
- 24 mai 1986, 1986
- D’Âme et d’Ève, 1987
- Être cri, 1988
- L’Èvènement non identifié, 1989
- Violetation, 1989
- À l’intérieur de la rose, 1990
- Haiku, 1990
- Navigateur, 1990
- Omnipuissance du rouge, 1990
- Ma Dame, 1991
- Parmi les désirs, 1991
- Champ du vide, 1992
- Cosmo-now, 1992
- Farfallacqua, 1992
- Colomberos, 1993
- Torinox, 1993
- Vertige du vertige, 1993
- Vent d’atomes, 1994
- L’Âme du fond, 1995
- Les Arpèges, 1995
- Melodia-Melodio, 1995
- Flowerita, 1997
- Youniverso, 1998
- Blanche ou fleur, 1999
- N’ou’s autres, 2000
- La Dulce acqua vita, 2002
- La Source du calme, 2002
- Cielo estrellados  aquarelle encre 1984

### Œuvres gravées
Matta a produit près de 500 estampes entre 1943 et 1974. Ce corpus comprend des lithographies en noir et en couleurs, des taille-douces, des sérigraphies, et quelques gaufrages.

## Fresque
- El primer gol del pueblo chileno, avec la Brigade Ramona Parra, 1971